# Warrensburg (Missouri)
Warrensburg település az Amerikai Egyesült Államok Missouri államában, Johnson megyében, melynek megyeszékhelye is. Lakosainak száma 19 337 fő (2020. április 1.).

## Népesség
A település népességének változása:

| 2010 | 18 838 |
| 2020 | 19 337 |